# Kikkerbillenbijter
De kikkerbillenbijter (Culex territans) is een muggensoort uit de familie van de steekmuggen (Culicidae). De wetenschappelijke naam van de soort is voor het eerst geldig gepubliceerd in 1856 door Francis Walker.
De vrouwelijke muggen zuigen bloed voor de ontwikkeling van de eieren en hebben zich gespecialiseerd op kikkers. De kikkerbillenbijter was een van de soorten die in aanmerking kwam voor de titel 'insect van het jaar 2022', maar verloor het van de waterschorpioen (Nepa cinerea).